# 王廷試
王廷試（1582年—1641年），字明功，江西南昌府南昌縣人，明朝政治人物。

## 生平
萬曆四十年（1612年）壬子科江西鄉試舉人，四十一年（1613年）癸丑科進士。授桐城縣知縣，天啟年間升登州府知府，七年（1627年）升山東按察司副使、兵備登萊，崇禎元年（1628年）升山東按察使，二年（1629年）二月任登萊巡撫，三年（1630年）六月革職。